# بارك تشو يونغ

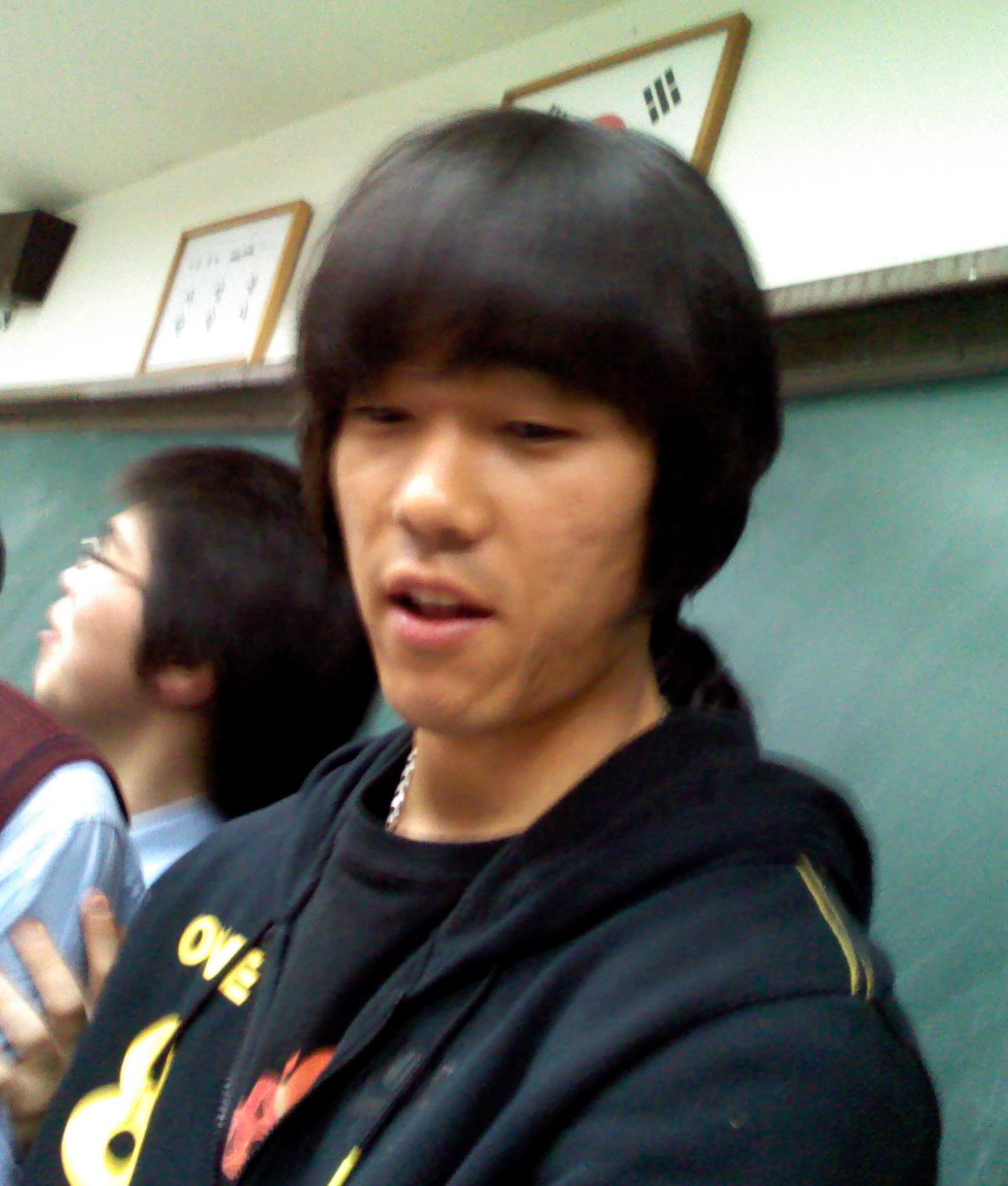
بارك تشو يونغ

بارك تشو يونغ، من مواليد 10 يوليو 1985 في ديغو في كوريا الجنوبية، وهو لاعب كرة قدم كوري جنوبي، ويلعب حالياً مع نادي آرسنال ومنتخب كوريا الجنوبية لكرة القدم.
بدأ بارك مسيرته الاحترافية مع نادي سيئول في عام 2005، انتقل في عام (2008) إلى موناكوانتقل في29 أغسطس عام (2011)إلى نادي الأرسنال الإنجليزي، وفي عام 2014 انتقل إلى نادي الشباب السعودي وما زال معهم حتى الآن ويلعب بارك مع منتخب كوريا الجنوبية لكرة القدم، وقد شارك في كأس العالم لكرة القدم 2006.
و في عام 2004 تم اختياره كأفضل لاعب شاب في آسيا.

## روابط خارجية
- بارك تشو يونغ على موقع الاتحاد الدولي (مؤرشف)  (الإنجليزية)
- بارك تشو يونغ على موقع دوري كوريا الجنوبية (الإنجليزية)
- بارك تشو يونغ على موقع رابطة كرة القدم الفرنسية للمحترفين (الإنجليزية)
- بارك تشو يونغ على موقع إي إس بي إن إف سي (الإنجليزية)
- بارك تشو يونغ على موقع قاعدة بيانات كرة القدم.إي يو (الإنجليزية)
- بارك تشو يونغ على موقع ليكيب (الفرنسية)
- بارك تشو يونغ على موقع ناشيونال فوتبول تيمز (الإنجليزية)
- بارك تشو يونغ على موقع Soccerbase.com (لاعب) (الإنجليزية)
- بارك تشو يونغ على موقع Soccerway.com (الإنجليزية)
- بارك تشو يونغ على موقع عالم كرة القدم.نت (الإنجليزية)